# Zwitserland op de Olympische Zomerspelen 1932
Zwitserland nam deel aan de Olympische Zomerspelen 1932 in Los Angeles, Verenigde Staten. Voor het eerst sinds 1912 werd geen enkele gouden medaille gewonnen.

## Medailles

### 2Zilver
- Georges Miez — Turnen, mannen vloer

Argentinië · Australië · België · Brazilië · Brits-Indië · Canada · Colombia · Denemarken · Duitsland · Estland · Filipijnen · Finland · Frankrijk · Griekenland · Groot-Brittannië · Haïti · Hongarije · Ierland · Italië · Japan · Joegoslavië · Letland · Mexico · Nederland · Nieuw-Zeeland · Noorwegen · Oostenrijk · Polen · Portugal · Republiek China · Spanje · Tsjecho-Slowakije · Uruguay · Verenigde Staten · Zuid-Afrika · Zweden · Zwitserland